# 2,4,6-Тринитроксилол
Тринитроксилол (ксилил, TNX) — бризантное взрывчатое вещество, по свойствам похожее на тротил.

## Получение
Тринитроксилол получают с выходом 88 % при нитровании м-ксилола смесью концентрированных азотной и серной кислот. Если нитрованию подвергают технический м-ксилол, содержащий примеси орто- и пара-изомеров, получается смесь нитропроизводных, однако при нитровании чистого м-ксилола продукт содержит лишь следы побочных изомеров. В промышленности обычно используют первый подход. В ходе нитрования целевой продукт выделяется в твёрдом виде, что упрощает его отделение от маслянистых примесей. Очистка 2,4,6-тринитроксилола проводится путём обработки горячей водой на центрифуге и последующей экстракцией.
Впервые соединение было получено Фиттигом в 1869 году.

## Физические свойства
Тринитроксилол хорошо растворим во многих органических растворителях и концентрированной азотной кислоте, плохо растворим в этаноле и четырёххлористом углероде. Нерастворим в воде.
Содержание азота в 2,4,6-тринитроксилоле составляет 17,42 %, а кислородный баланс равен −89,57 %. Объём взрывных газов составляет 843 л/кг. По взрывчатым свойствам ксилил уступает тротилу. Он более чувствителен к удару и менее — к детонации. Расширение в бомбе Трауцля для ксилила составляет 270 мл, скорость детонации — 6600 мм/с, а бризантность по Гессу — 10 мм.

## Химические свойства
Тринитроксилол не реагирует с металлами, однако при взаимодействии со спиртовыми щелочами даёт металлические производные с температурой вспышки 142—165 °C. Эти соединения чувствительны к удару (менее, чем гремучая ртуть, но более, чем азид свинца).
Тринитроксилол не реагирует с водным раствором сульфита натрия, в то время как другие тринитропроизводные ксилолов реагируют путём замещения одной из ароматических нитрогрупп на сульфогруппу. Однако очистка вещества таким путём не проводится, поскольку с сульфитом натрия не реагируют также нитропроизводные этилбензола, являющегося примесью в исходном ксилоле.

## Применение
Тринитроксилол широко применялся в качестве бризантного взрывчатого вещества во время Первой мировой войны (тогда он производится во Франции, США и России) и гораздо реже — во время Второй мировой войны. В мирное время он использовался как компонент взрывчатки на основе аммонийной селитры.